# Mitrova
Mitrova (izvirno srbsko Митрова) je naselje v Srbiji, ki upravno spada pod Občino Tutin; slednja pa je del Raškega upravnega okraja.

## Demografija
V naselju živi 653 polnoletnih prebivalcev, pri čemer je njihova povprečna starost 29,3 let (29,1 pri moških in 29,6 pri ženskah). Naselje ima 193 gospodinjstev, pri čemer je povprečno število članov na gospodinjstvo 5,16.
Po podatkih popisa iz leta 2002 večino prebivalstva predstavljajo Bošnjaki, v času zadnjih 3 popisov pa je opazen porast števila prebivalcev.
|  |

| Demografija | Demografija     | Demografija     |
| Leto        | Št. prebivalcev | Št. prebivalcev |
| ----------- | --------------- | --------------- |
|             |                 |                 |
|             |                 |                 |
|             |                 |                 |
|             |                 |                 |
| 1948        | 313             |                 |
| 1953        | 346             |                 |
| 1961        | 355             |                 |
| 1971        | 265             |                 |
| 1981        | 265             |                 |
| 1991        | 820             | 812             |
| 2002        | 1118            | 996             |
|             |                 |                 |

| Etnična sestava po popisu iz leta 2002 | Etnična sestava po popisu iz leta 2002 | Etnična sestava po popisu iz leta 2002 | Etnična sestava po popisu iz leta 2002 | Etnična sestava po popisu iz leta 2002 |
| -------------------------------------- | -------------------------------------- | -------------------------------------- | -------------------------------------- | -------------------------------------- |
| Bošnjaki                               | Bošnjaki                               |                                        | 900                                    | 90,36%                                 |
| Srbi                                   | Srbi                                   |                                        | 86                                     | 8,63%                                  |
| Črnogorci                              | Črnogorci                              |                                        | 5                                      | 0,50%                                  |
| Neznano                                | Neznano                                |                                        | 4                                      | 0,40%                                  |